# Sall Hede
Sall Hede er et område på et par kvadratkilometer i den nordlige og nordøstlige del af Sall Sogn i Favrskov Kommune. Før 1800 henlå hele området med lyng, og hver gård i Sall by havde 2-3 lodder jord på heden. I det lave område nærmest byen var en englod, længere mod nord var en hedelod og længst ude mod Haurum Mose fulgte en tørvelod.
Kort efter 1800 blev tre gårde udflyttet til heden. Efter 1850 blev gårdfæsterne i Sall selvejere. Herefter begyndte en del husmænd at købe hedelodderne og oprette små husmandsbrug på dem.
Ved gården Vintersminde på Sall Hede har der været en holdeplads på jernbanen Hammel-Thorsø.
56°17′25.7″N 09°49′29.2″Ø / 56.290472°N 9.824778°Ø